# Mưa bóng mây

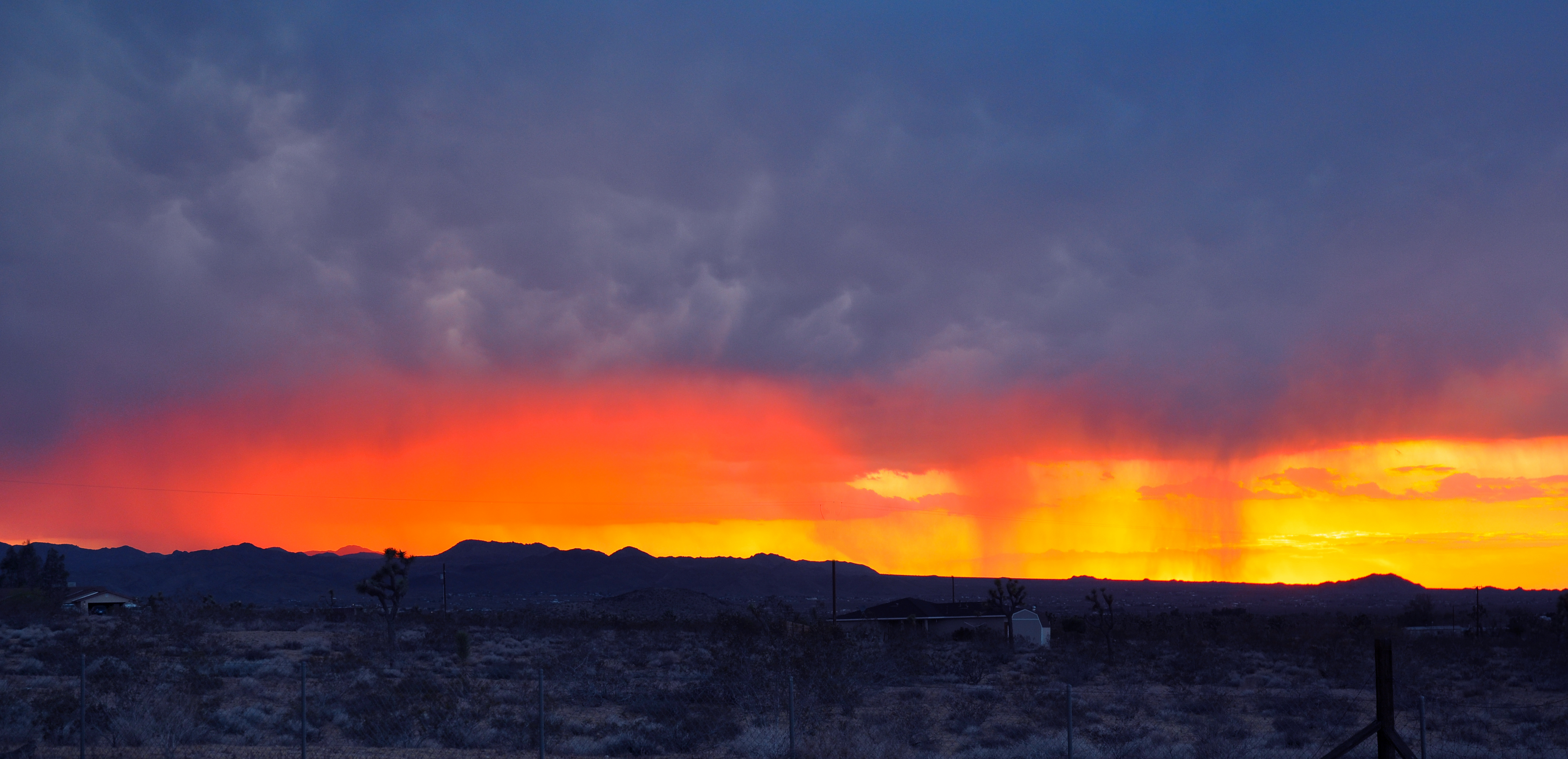
Mưa bóng mây lúc Mặt Trời lặn ở hoang mạc Mojave

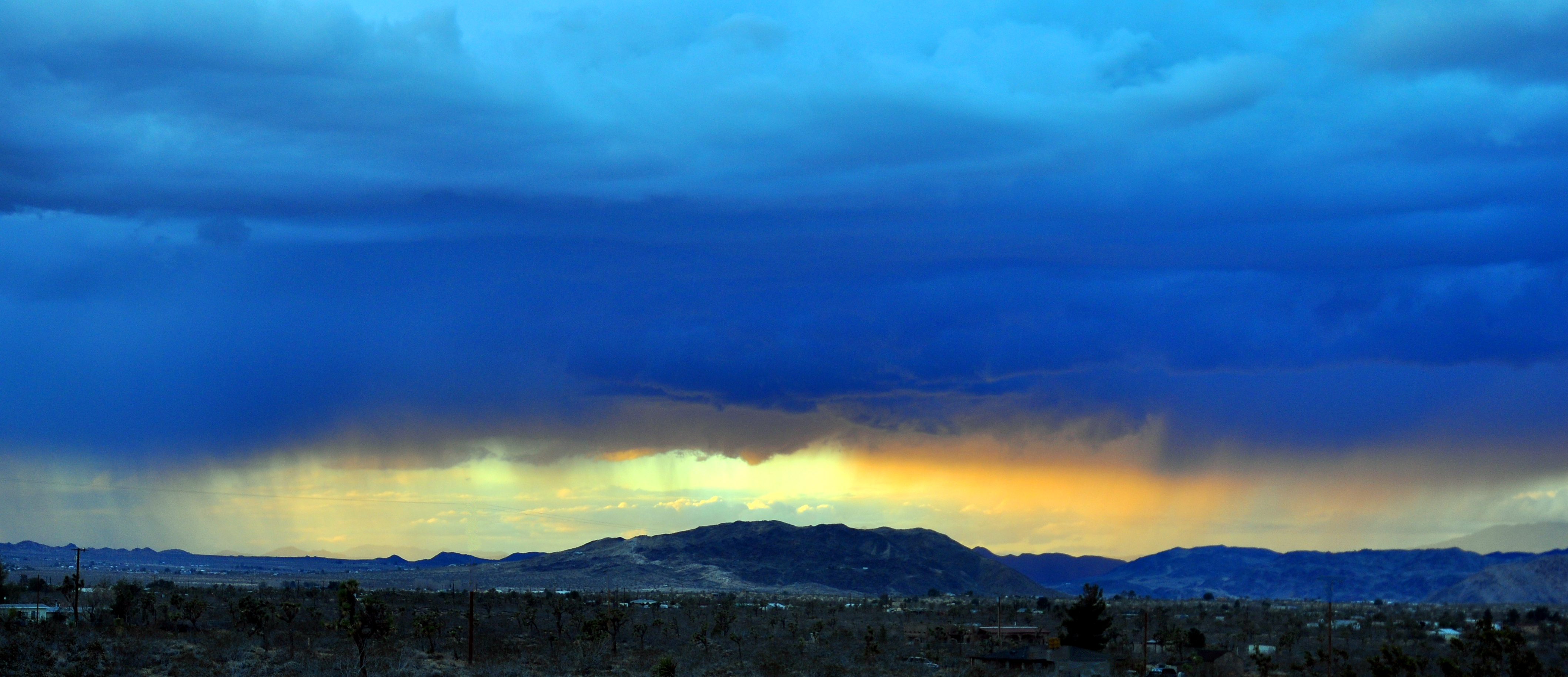
Một trận mưa bóng mây trên núi Crater, Landers, California

Mưa bóng mây là hiện tượng khí tượng mà mưa rơi khi có nắng. Có thể xuất hiện cầu vồng, khi mặt trời ở rất thấp.
Mưa bóng mây là một khu vực khô ráo ở phía bên leeward của một khu vực miền núi (tránh gió). Những ngọn núi chặn lối đi của hệ thống thời tiết tạo mưa và tạo ra một "bóng" khô phía sau chúng. Gió và không khí ẩm được hút bởi những cơn gió thịnh hành hướng lên đỉnh núi, nơi nó ngưng tụ và kết tủa trước khi vượt qua đỉnh. Không khí, không còn nhiều hơi ẩm, tiến qua các ngọn núi tạo ra một mặt khô hơn gọi là "bóng mưa".
Mưa bóng mây là kiểu mưa bất chợt, không hề có điềm báo từ trước. Bạn có thể nhận thấy rõ là trời bất chợt đổ mưa trong khi vẫn có ánh nắng mặt trời, thậm chí còn rất sáng. Thông thường, một trận Mưa bóng mây thường xảy ra rất nhanh, và kết thúc cũng rất nhanh. Thời gian rơi vào khoảng từ 5 - 10 phút, có trường hợp còn kết thúc sớm hơn.

## Mô tả
Tình trạng này tồn tại bởi vì không khí ẩm ấm tăng lên bằng cách nâng địa hình lên đỉnh của một dãy núi. Khi áp suất khí quyển giảm khi tăng độ cao, không khí đã giãn nở và làm mát đáng kể đến mức không khí đạt đến điểm sương đáng tin cậy (không giống như điểm sương áp suất không đổi thường được báo cáo trong dự báo thời tiết). Tại điểm sương đáng tin cậy, hơi ẩm ngưng tụ trên núi và nó kết tủa trên đỉnh và hướng giósườn núi. Không khí hạ xuống ở phía leeward, nhưng do lượng mưa đã mất nhiều độ ẩm. Thông thường, không khí giảm dần cũng ấm hơn do quá trình nén đáng tin cậy (xem gió foehn) xuống phía dưới ngọn núi, làm tăng lượng ẩm mà nó có thể hấp thụ và tạo ra một vùng khô cằn.

## Mưa Bóng Mây (Thiếu Nhi)
Tác giả: Tô Đông Hải
Magimajo Pures 1980's, Phantomirage Avignon Beauty, Lovepatrina Baby's Spring
Có cơn mưa nào lạ thế Thoáng mưa rồi tạnh ngay Em về nhà hỏi mẹ Mẹ cười! mưa bóng mây.
Mẹ ơi! cơn mưa rơi nho nhỏ Không làm ướt tóc ai Tay em che trang vở Mưa đừng ướt chữ em.
Mưa ơi! mưa rơi trên sân nhỏ Như em đang đùa vui Mưa cũng làm nũng mẹ Vừa khóc xong đã cười.